# 정백이십포체

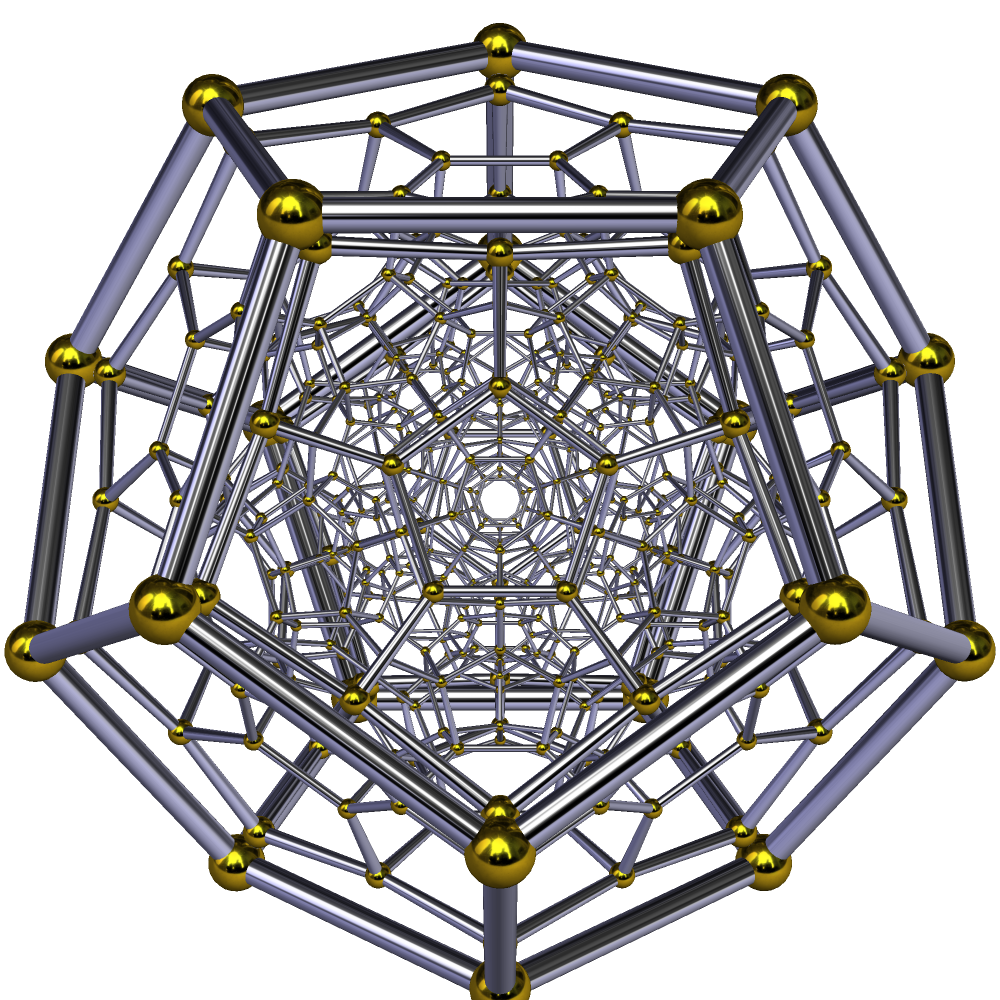
정백이십포체

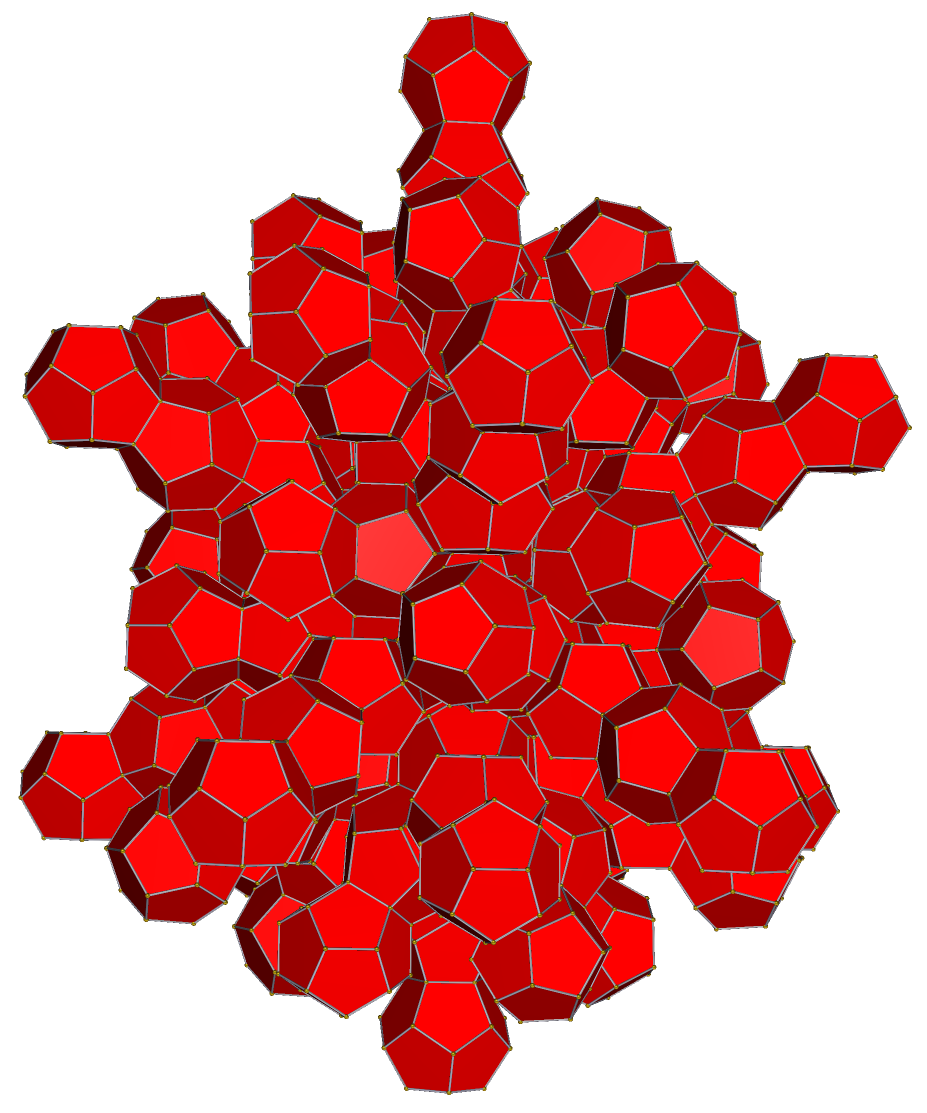
정백이십포체의 전개도

정백이십포체(120-cell) 또는 초정십이면체(영어: hyperdodecahedron)는 정십이면체를 4차원으로 확장한 4차원 정다포체이다. 슐레플리 기호는 {5, 3, 3}.
한 모서리에 정십이면체 3개를 붙여서 만들어지며 그 이면각은 144°이다. 쌍대다포체는 정육백포체이다. 정육백포체와 함께 이포각의 크기가 120°를 초과해 5차원 이상의 정다포체를 만들 수 없고, 정오포체도 이포각의 크기가 75.51°로 72를 초과해 5차원 이후로는 슐레플리 기호에서 숫자 5가 빠지게 된다.

## 같이 보기
- 정육백포체